# 白神山地 (小惑星)
白神山地（しらかみさんち、21302 Shirakamisanchi）は小惑星帯の小惑星である。埼玉県のアマチュア天文家、佐藤直人が1996年に発見した。
ユネスコの世界遺産（自然遺産）に1993年、登録されたことに因んで命名された。
白神山地は広大なブナの原生林からなる山地でその約1万7千haがユネスコの世界遺産（自然遺産）として登録されている（山林全体の面積は約13万ha）。青森県と秋田県にまたがり、青森県がその4分の3を占めている。